# Marina Melnikova
Marina Anatoljevna Melnikova (Russisch: Марина Анатольевна Мельникова) (Perm, 5 februari 1989) is een tennisspeelster uit Rusland.
Zij begon op vijfjarige of zevenjarige leeftijd met tennis. Haar favoriete ondergrond is tapijt. Zij speelt rechtshandig en heeft een tweehandige backhand.
In 2016 speelde zij haar eerste grandslamtoernooi op Wimbledon.

## Loopbaan

### Enkelspel
Melnikova debuteerde in 2006 op het ITF-toernooi van Rebecq (België). Zij stond in 2008 voor het eerst in een finale, op het ITF-toernooi van Limoges (Frankrijk) – hier veroverde zij haar eerste titel, door landgenote Valerija Savinych te verslaan. Tot op hedenjuli 2016 won zij drie ITF-titels, de meest recente in 2016 in Surbiton (Engeland).
In 2014 speelde Melnikova voor het eerst op een WTA-hoofdtoernooi, op het toernooi van Nanchang. Zij bereikte er de tweede ronde. Haar beste resultaat op de WTA-toernooien is het bereiken van de kwartfinale, op het toernooi van Carlsbad in 2015, door onder meer de als derde geplaatste Servische Bojana Jovanovski te kloppen.

### Dubbelspel
Melnikova behaalde in het dubbelspel betere resultaten dan in het enkelspel. Zij debuteerde in 2006 op het ITF-toernooi van Rebecq (België), samen met landgenote Aleksandra Koedrjavtseva. Zij stond in 2007 voor het eerst in een finale, op het ITF-toernooi van Savitaipale (Finland), samen met de Nederlandse Marcella Koek – zij verloren van het duo Nicole Clerico en Davinia Lobbinger. In 2007 veroverde Melnikova haar eerste titel, op het ITF-toernooi van Mallorca (Spanje), samen met de Poolse Sylwia Zagórska, door het duo Julia Glushko en Charlène Vanneste te verslaan. Tot op hedenjuli 2016 won zij elf ITF-titels, de meest recente in 2015 in Ankara (Turkije).
In 2008 speelde Melnikova voor het eerst op een WTA-hoofdtoernooi, op het toernooi van Barcelona, samen met landgenote Jekaterina Ivanova. Zij bereikten er de tweede ronde. Zij stond in 2015 voor het eerst in een WTA-finale, op het toernooi van Taipei, samen met de Belgische Elise Mertens – zij verloren van het Japanse koppel Kanae Hisami en Kotomi Takahata.
Haar hoogste notering op de WTA-ranglijst is de 80e plaats, die zij bereikte in juni 2016.

## Posities op deWTA-ranglijst
Positie per einde seizoen:
| jaar | rang enkelspel | rang dubbelspel |
| ---- | -------------- | --------------- |
| 2007 | 787            | 735             |
| 2008 | 489            | 318             |
| 2009 | 886            | 353             |
| 2010 | 665            | 397             |
| 2011 | 375            | 320             |
| 2012 | 373            | 239             |
| 2013 | 283            | 171             |
| 2014 | 203            | 201             |
| 2015 | 189            | 150             |

## Palmares
| Legenda                 |
| ----------------------- |
| Grandslamtoernooi       |
| Olympische Spelen       |
| Year-End Championships  |
| Premier Mandatory       |
| Premier Five / WTA 1000 |
| Premier / WTA 500       |
| International / WTA 250 |
| Challenger / WTA 125    |

### WTA-finaleplaatsen enkelspel
geen

### WTA-finaleplaatsen vrouwendubbelspel
| nr.              | finale     | toernooi     | ondergrond    | partner              | tegenstandsters              | score            |         |
| ---------------- | ---------- | ------------ | ------------- | -------------------- | ---------------------------- | ---------------- | ------- |
| gewonnen finales |            |              |               |                      |                              |                  |         |
| geen             |            |              |               |                      |                              |                  |         |
| verloren finales |            |              |               |                      |                              |                  |         |
| 1.               | 2015-11-22 | WTA Taipei   | tapijt (i)    | Elise Mertens        | Kanae Hisami Kotomi Takahata | 1-6, 2-6         | details |
| 2.               | 2016-04-10 | WTA Katowice | hardcourt (i) | Valentina Ivachnenko | Eri Hozumi Miyu Kato         | 6-3, 5-7, [8-10] | details |

## Resultaten grandslamtoernooien
| Legenda | Legenda                          |
| ------- | -------------------------------- |
| g.t.    | geen toernooi gehouden           |
| l.c.    | lagere categorie                 |
| –       | niet deelgenomen                 |
| G       | uitgeschakeld in de groepsfase   |
| 1R      | uitgeschakeld in de eerste ronde |
| 2R      | uitgeschakeld in de tweede ronde |
| 3R      | uitgeschakeld in de derde ronde  |
| 4R      | uitgeschakeld in de vierde ronde |
| KF      | uitgeschakeld in de kwartfinale  |
| HF      | uitgeschakeld in de halve finale |
| F       | de finale verloren               |
| W       | het toernooi gewonnen            |
| w-v     | winst/verlies-balans             |

### Enkelspel
| Toernooi        | 2016 |
| --------------- | ---- |
| Australian Open | –    |
| Roland Garros   | –    |
| Wimbledon       | 1R   |
| US Open         |      |